# Patrick Watson-Williams
Patrick Watson-Williams (* 1863 in Clifton, Bristol; † 14. November 1938 ebenda) war ein britischer Arzt, der insbesondere wichtige Beiträge zur Entwicklung der  Hals-Nasen-Ohren-Heilkunde leistete. Darüber hinaus führte er 1893 die erste Transplantation von Pankreasgewebe bei einem diabetischen Patienten durch.

## Leben
Patrick Watson-Williams wurde als Sohn eines Allgemeinmediziners geboren und besuchte zunächst das Clifton College in seinem Heimatort. Anschließend begann er ein Studium an der Universität Bristol, das er 1884 mit der Qualifikation zum Chirurgen abschloss (Member of the Royal College of Surgeons, MCRS). Ein Jahr später erwarb er am University College London den Abschluss als Bachelor of Medicine (MB). Ab 1887 war er am Royal Infirmary Hospital in Bristol als Chirurg tätig. Darüber hinaus wirkte er als Dozent an der Universität Bristol.
Am 20. Dezember 1893 führte er am Royal Infirmary Hospital bei einem 15-jährigen Jungen mit Typ-1-Diabetes eine Transplantation von Teilen der Bauchspeicheldrüse eines frisch geschlachteten Hausschafes durch. Diese Operation stellte den ersten Versuch in der Medizingeschichte dar, einen diabetischen Patienten durch eine Transplantation zu behandeln. Obwohl sich die Symptome des Jungen kurzzeitig besserten, starb er wenige Tage nach der Operation infolge der akuten Abstoßungsreaktion des Körpers gegen das tierische Fremdgewebe.
Ab 1906 war Watson-Williams nach der Einrichtung einer entsprechenden Abteilung verantwortlicher Arzt des Krankenhauses für Hals- und Nasenkrankheiten und ab 1910 auch für die Erkrankungen des Ohres, nachdem für diesen Bereich in den Jahren zuvor noch die Allgemeinchirurgen zuständig gewesen waren. Sein besonderes Interesse galt dabei zunächst der Behandlung von Krankheiten des Kehlkopfes. Später wandte er sich der Sinusitis zu, also Infektionen der Nasennebenhöhlen. Da Antibiotika zur Therapie von Infektionserkrankungen erst später entdeckt wurden, entwickelte er Methoden zur chirurgischen Behandlung akuter und chronischer Naseninfektionen. Verschiedene Instrumente im Bereich der Nasenchirurgie  wie Kiefer- und Stirnhöhlenraspeln und Nasenzangen sind teilweise noch heute mit seinem Namen verbunden. Als sein Hauptwerk gilt das 1931 veröffentlichte Buch „Chronic Nasal Sinusitis and its relation to General Medicine“.
Die Universität Bristol verlieh ihm 1932 in Anerkennung seiner Verdienste um die Entwicklung der Hals-Nasen-Ohren-Heilkunde einen Ehrendoktortitel. Patrick Watson-Williams war ab 1889 verheiratet und hatte drei Töchter und zwei Söhne. Der ältere seiner beiden Söhne, der 1890 geborene Eric Watson Williams, wurde wie sein Vater Arzt und folgte ihm ab 1926 als HNO-Spezialist am Bristol Royal Infirmary Hospital.

## Werke (Auswahl)
- Diseases of the Upper Respiratory Tract, the Nose, Pharynx and Larynx. John Wright, Bristol 1901
- Rhinology: A text-book of diseases of the nose and the nasal accessory sinuses. Longmans, London 1910
- Chronic nasal sinusitis and its relation to general medicine. John Wright, Bristol 1930